# La mentira (Lost)
"The Lie" (La mentira en España y Latinoamérica) es el segundo episodio de la quinta temporada de la serie de televisión Lost, de la cadena ABC. Fue escrito por Edward Kitsis y Adam Horowitz, y dirigido por Jack Bender. El episodio fue emitido en Estados Unidos y Canadá el 21 de enero de 2009, después de "Because You Left".
Hurley lleva al inconsciente Sayid a su casa tratando de huir de la policía, que les perseguía después de haber matado a sus atacantes en el piso de seguridad. Mientras tanto, Kate y Aaron continúan su huida de los abogados y visitan a Sun. Los supervivientes de la isla son atacados en la playa por fuerzas desconocidas. 

## Trama
Los supervivientes que permanecen en la isla sufren un ataque masivo con flechas incendiarias. La mayoría de los supervivientes logra huir de la playa, pero Neil Frogurt es alcanzado por una de las flechas que lo quema y le causa la muerte. Sawyer y Juliet quedan separados del grupo y cuando están perdidos en la selva se encuentran con un grupo de hombres armados que desean saber quiénes son ellos y afirman que la isla es de su propiedad. Momentos antes de que le corten una mano a Juliet para presionarlos a dar información, Locke mata a los hombres y Sawyer y Juliet quedan libres.
En 2007, Ben Linus se separa de Jack Shephard para llevar el cadáver de Locke a un lugar que considera seguro, donde lo recibe una mujer con aspecto de carnicera. Jack debe recoger sus objetos personajes y encontrarse con Ben en seis horas. Mientras tanto, Kate huye de la casa llevando a Aaron, para escapar de los abogados que quieren someterlos a una prueba de maternidad. Ellos se encuentran con Sun en un hotel, donde Sun le dice a Kate que debería tomar todas las medidas necesarias para proteger a Aaron. Sun le recuerda a Kate lo que le ocurrió a su esposo Jim cuando el carguero explotó (en el episodio "There's No Place Like Home").
Hugo huye llevando a Sayid Jarrah desmayado, después de haber sido atacado. En el camino, Ana Lucía se le aparece a Hugo, le da saludos de Libby y le dice que lleve a Sayid a un lugar seguro, por lo que Hugo decide llevarlo a la casa de sus propios padres. El padre de Hugo lleva a Sayid al consultorio de Jack, quien lo cura e informa a Ben lo ocurrido. En su casa, Hugo le confiesa a su madre dónde están otros sobrevivientes del vuelo 815 de Oceanic y ella le cree. Luego llega Ben a convencerlo de que se reúna con los demás que volvieron para retornar a la isla. Pero Sayid le había dicho a Hugo que cuando Ben le pidiera algo hiciera siempre lo contrario, por lo que decide entregarse a la policía en contra de lo que Ana Lucía le advirtió.
En la escena final, Ben visita a Eloise Hawking, la misma que trabajaba en la tienda en la que Desmond compró el anillo para Penny, quien está llenando de velas un cuarto y le informa que ha encontrado la isla y le advierte que solamente le quedan 70 horas para regresar a la isla junto con todos los "Seis del Oceanic" y que si no lo logra "más vale ponerse a rezar".

## Reparto
- Naveen Andrews como Sayid Jarrah.
- Henry Ian Cusick como Desmond Hume.
- Jeremy Davies como Daniel Faraday.
- Michael Emerson como Benjamin Linus.
- Matthew Fox como Jack Shephard.
- Jorge García como Hugo "Hurley" Reyes.
- Josh Holloway como James "Sawyer" Ford.
- Yunjin Kim como Sun Hwa-Kwon.
- Ken Leung como Miles Straume.
- Evangeline Lilly como Kate Austen.
- Elizabeth Mitchell como Juliet Burke.
- Terry O'Quinn como John Locke.

- Datos: Q383253